# Lista odcinków serialu Transporter

## Sezon 1 (2012)
| # | Tytuł                     | Premiera         |
| --- | ------------------------- | ---------------- |
| 01 | CÓRKA GENERAŁA            | 24 stycznia 2013 |
| Frank zostaje wysłany do Berlina. Ma wywieźć z miasta Delię Wiegert, córkę wpływowego byłego generała. Dziewczyna jest już na celowniku - w hotelu oboje z Frankiem zostają zaatakowani. Gdy docierają do jej ojca, okazuje się, że generał jest zamieszany w handel narkotykami. Oddaje córce jedyny pen drive, na którym są nazwiska wszystkich osób, z którymi miał do czynienia. Niedługo potem zostaje zamordowany. Frank zabiera dziewczynę do swojego domu, gdzie potajemnie przekazuje listę swojej asystentce Carli. Delia postanawia samodzielnie się zemścić. Jedzie na spotkanie z ostatnią zaufaną osobą - asystentką ojca. Zostaje jednak zdradzona i porwana przez niemieckiego mafiosa Friedera Trumpfa. |                           |                  |
| 02 | 12 GODZIN                 | 24 stycznia 2013 |
| Na zlecenie Carsona Bernhardta Frank ma dostarczyć micro chip. Sposób dostawy jest jednak nietypowy. Bernhardt wstrzykuje Frankowi w szyję chip wraz z trucizną, która uwolni się po 12 godzinach. Antidotum mają odbiorcy przesyłki. Sprawy szybko się komplikują i Frank traci szanse na odtrutkę. Postanawia się zemścić. Pomaga mu Carla i jej przyjaciel, chemiczny geniusz. |                           |                  |
| 03 | MECHANICZNY KOŃ TROJAŃSKI | 31 stycznia 2013 |
| Zadaniem Franka jest dostarczyć na Paris Motor Show prototyp paliwa, który ma zrewolucjonizować przemysł samochodowy. Towarzyszy mu piękna Trina. Przeciwnikiem Transportera jest Leloup, który ściga go próbując nie dopuścić do dostarczenia przesyłki. Pomaga mu w tym urządzenie namierzające zawarte w oleju XR-50. Frank nie może go wyłączyć, bo właściwą przesyłką są jego umiejętności jako kierowcy, które gadżet rejestruje. |                           |                  |
| 04 | REKINY                    | 31 stycznia 2013 |
| Tym razem Frank musi przewieźć z Paryża do Marsylii milion euro. To samo zadanie dostaje dwóch innych kierowców. Pierwszy, który dotrze na miejsce, zapewni swojemu zleceniodawcy ważny kontrakt. Jednym z rywali jest Nicolai, który nie podchodzi do rozgrywki fair. Frank po drodze nabywa pasażerkę Juliette, co pakuje go w dodatkowe tarapaty. W czasie postoju w hotelu Frank zaprzyjaźnia się z drugim rywalem Pete'em. |                           |                  |
| 05 | SERCE                     | 07 lutego 2013   |
| Dwóch nastolatków potrzebuje transplantacji serca. Niestety organ jest tylko dla jednego z nich. Gdy chłopiec zostaje przygotowany do operacji, serce zostaje skradzione. Złodziejem jest Drago - operacja jego syna ma zostać przeprowadzona w jego posiadłości. Dostawcą serca jest Frank. Tym razem jednak uprzedzony przez inspektora Tarconiego, łamie jedną ze swoich zasad i otwiera przesyłkę. Postanawia zawrócić do szpitala. Drago podąża za nim. |                           |                  |
| 06 | ZAMIANA                   | 07 lutego 2013   |
| Frank dostarcza cenny obraz bogatemu Khyberowi. Wszystko idzie świetnie, dopóki ekspert sztuki nie stwierdza, iż obraz jest podrobiony. Khyber oskarża o pomyłkę Transportera i zobowiązuje go do znalezienia oryginału. Frank odkrywa, iż dzieło sztuki należy do potomkini Pisarra, Rebeki, której życiowym celem jest zwrócenie malowidła rodzinie utraconego w czasie II wojny światowej na rzecz Nazistów. Frank i Rebecca zaczynają działać wspólnie, by pozbyć się Khybera oraz odnaleźć prawdziwy obraz. |                           |                  |
| 07 | ODWET                     | 14 lutego 2013   |
| Frank zostaje zatrudniony przez kryminalistę Sergeja. Ma przewieźć kilka nielegalnych substancji. Niestety łącznikiem pomiędzy pracodawcą a Frankiem jest jego przyjaciel z wojska Jimmy Reeves, który od lat oskarża Franka o zdradę i teraz wykorzystuje okazję do zemsty. W czasie wymiany przesyłki Jimmy kradnie paczkę. Oskarża Franka i nasyła na niego ludzi Sergeja. Frank z pomocą Carli odnajduje miejsce pobytu Jimmy'ego. Ma szansę udowodnić swoją niewinność sprzed lat i uratować starą przyjaźń. |                           |                  |
| 08 | MIASTO MIŁOŚCI            | 14 lutego 2013   |
| Gassam zatrudnia Franka do przewiezienia ładunku wybuchowego. Liczy, że Transporter przechytrzy policję, skupiając jednocześnie na sobie jej uwagę. Gassam zamierza pomścić śmierć brata, zabijając tysiące przypadkowych ludzi. U celu Frank poznaję siostrę zleceniodawcy Maugę, która uznaje go za wspólnika Gassama i więzi. Czas do wybuchu upływa. |                           |                  |
| 09 | SKRZYNKA                  | 21 lutego 2013   |
| Kolejną przesyłką Franka jest Jack Perkins, pracownik CIA i jego były mentor, oskarżony o szpiegostwo. Perkins musi dotrzeć do miejsca, gdzie trzymane są tajne dokumenty agencji, aby oczyścić swoje imię i odnaleźć prawdziwego szpiega. Ponieważ Jack jest niewidomy, Frank musi pełnić rolę jego oczu. |                           |                  |
| 10 | GORĄCY LÓD                | 21 lutego 2013   |
| Frank przejmuje paczkę ze skrzynki depozytowej w Toronto. W tym momencie wyszkoleni najemnicy dowodzeni przez Leona Koromę zajmują cały budynek, by go pojmać. Przesyłka zawiera drogocenny diament. Frankowi udaje się uciec, by odkryć współpracę inwestora drużyny hokejowej Michaela O'Sullivana z szmuglerami krwawych diamentów |                           |                  |
| 11 | POMOC W POTRZEBIE         | 28 lutego 2013   |
| Frank zostaje aresztowany pod zarzutem morderstwa. Skuty i zamknięty w celi, zdaje się być w sytuacji, z której nawet on nie potrafił znaleźć wyjścia. To jednak początek nowego zlecenia. Policjanci Ryder i Stanwick wypuszczają go i wręczają mu kopertę. Łamiąc jedną ze swych zasad, Transporter sprawdza zawartość. Znajdująca się wewnątrz ludzka ręka jest ostrzeżeniem dla właściciela siłowni i jej córki Ofelii. Nadawca - Adam Smith - zawsze dostaje to, czego chce. |                           |                  |
| 12 | CHERCHEZ LA FEMME         | 28 lutego 2013   |
| Po dowiezieniu grupie Francuzów młodej hakerki, Frank ma wyrzuty sumienia. Wie, że po dokonaniu przez nią elektronicznego przelewu pieniędzy, mężczyźni ją zabiją. Transporter wraca po dziewczynę. Teraz oboje są ścigani przez groźnych przeciwników, wśród których jest Eduoard, szef francuskiego wywiadu. By dorwać Franka, mężczyźni porywają Carlę. |                           |                  |